# Fissiscapus
Genre
Fissiscapus est un genre d'araignées aranéomorphes de la famille des Linyphiidae.

## Distribution
Les espèces de ce genre se rencontrent en Colombie et en Équateur.

## Liste des espèces
Selon World Spider Catalog (version 16.5, 19/09/2015) :
- Fissiscapus attercop Miller, 2007
- Fissiscapus fractus Millidge, 1991
- Fissiscapus pusillus Millidge, 1991

## Publication originale
- Millidge, 1991 : Further linyphiid spiders (Araneae) from South America. Bulletin of the American Museum of Natural History, no 205, p. 1-199 (texte intégral).